# Ewan McGregor
Ewan Gordon McGregor (Perth, 31 marzo 1971) è un attore britannico.
Ha ottenuto il riconoscimento internazionale con il drammatico ruolo di Mark Renton in Trainspotting (1996) e del Cavaliere Jedi Obi-Wan Kenobi nella trilogia prequel di Star Wars, il primo ripreso nel 2017 con il sequel T2 Trainspotting e il secondo nell'omonima miniserie televisiva del 2022 dedicata al personaggio. Ha vinto un Golden Globe per la sua interpretazione nella terza stagione della serie antologica Fargo, ricevendo in precedenza altre due candidature rispettivamente per il film musicale Moulin Rouge! (2001) e la commedia romantica Il pescatore di sogni (2011).
McGregor è stato classificato sulla rivista Empire al 36º posto nella lista "The Top 100 Movie Stars di tutti i tempi" nel 1997. Nel 2016 esordisce alla regia interpretando il ruolo del protagonista al fianco di Jennifer Connelly e Dakota Fanning in American Pastoral, tratto dall'omonimo romanzo di Philip Roth.

## Biografia

### DaTrainspottingaGuerre Stellari
Nato a Perth e cresciuto a Crieff, è figlio di Carol Diane (nata Lawson), un'insegnante, e di James Charles Stuart McGregor, un insegnante di educazione fisica. Ha un fratello maggiore di nome Colin. Suo zio è l'attore Denis Lawson. A 18 anni si trasferisce a Londra per studiare alla Guildhall School of Music and Drama. Da sempre appassionato di teatro, Ewan incomincia la sua carriera come attore a teatro e in produzioni televisive britanniche, comparendo poi al cinema nel film Piccoli omicidi tra amici di Danny Boyle. Il primo film con cui si fa conoscere fuori dalla Gran Bretagna è Trainspotting (1996), diretto sempre da Boyle, tratto dall'omonimo romanzo di Irvine Welsh. Boyle lo dirigerà due anni dopo anche in Una vita esagerata, accanto a Cameron Diaz. Nel 1998 interpreta Velvet Goldmine, film ispirato alla figura di David Bowie, dove dimostra le sue doti vocali.
Giunge a fama mondiale grazie a Guerre stellari. In Star Wars - Episodio I - La minaccia fantasma (1999) e in Star Wars: Episodio II - L'attacco dei cloni (2002) interpreta il ruolo del giovane Obi-Wan Kenobi, il cavaliere jedi impersonato da Alec Guinness nei tre precedenti film. Nel 2003 appare nel terzo episodio della saga, Star Wars: Episodio III - La vendetta dei Sith, uscito nelle sale nel maggio 2005. Una curiosità: lo zio, Denis Lawson, anch'egli attore, aveva partecipato alla trilogia originale di Guerre stellari, nel ruolo del pilota Wedge Antilles. Nello stesso anno d'uscita di Star Wars Episodio I (1999), veste anche i panni del trader Nick Leeson nel film Rogue Trader di James Dearden.

### Moulin Rouge!e gli anni seguenti

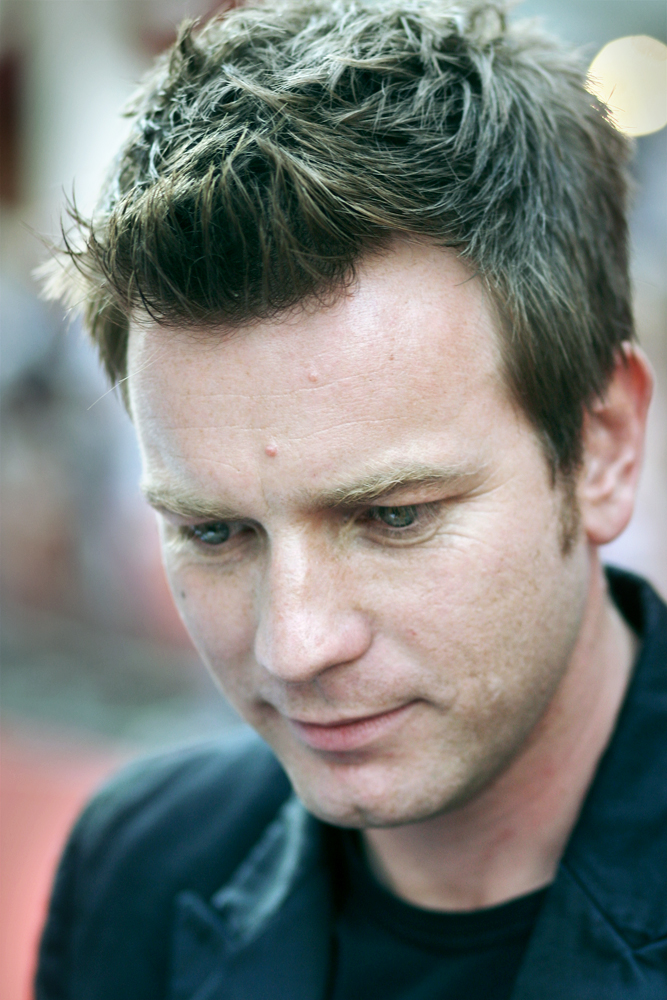
Ewan McGregor a Londra per la prima di Alex Rider: Stormbreaker (2006)

Nel film Moulin Rouge!, divenuto ormai un cult, interpretato assieme a Nicole Kidman, si cimenta di nuovo come cantante: questo musical gli vale la candidatura ai Golden Globe del 2002 come miglior attore e il premio come miglior attore britannico. Nel 2003 recita in Big Fish - Le storie di una vita incredibile di Tim Burton, e in Abbasso l'amore, accanto a Renée Zellweger.
Nel 2002 appare anche in Black Hawk Down - Black Hawk abbattuto (vincitore di due premi Oscar) di Ridley Scott. Nel luglio del 2004, insieme all'attore e amico Charley Boorman, raggiunge New York partendo da Londra in un viaggio di 115 giorni chiamato Long Way Round.
Dal 1º giugno al 3 dicembre 2005 interpreta il ruolo di Sky Masterson nel pluripremiato show del West End londinese Guys and Dolls, ruolo che nel film omonimo del 1955 era stato di Marlon Brando: l'interpretazione gli vale diversi riconoscimenti, tra cui la candidatura ai Laurence Olivier Awards, il maggior riconoscimento teatrale britannico, e il premio come miglior attore ai Whatsonstage.com Theatregoers. Nel 2005 appare anche nel thriller fantascientifico The Island, accanto a Scarlett Johansson, e presta la sua voce ai cartoon Robots e Valiant - Piccioni da combattimento.
Tra i suoi lavori, Stay - Nel labirinto della mente, thriller paranormale, interpretato accanto a Naomi Watts, presentato al Festival di Berlino, e Scenes of Sexual Nature accanto a Douglas Hodge, suo compagno di set in Guys and Dolls. Nei primi mesi del 2006 è impegnato nella registrazione di un album musicale di beneficenza, Unexpected Dreams: Song from the Stars, insieme ai colleghi Scarlett Johansson, Nia Vardalos, Jeremy Irons, John C. Reilly, Jennifer Garner e Teri Hatcher, diretti dalla Filarmonica di Los Angeles.
Nel 2006 esce Miss Potter, film biografico sulla scrittrice inglese Beatrix Potter, in cui recita di nuovo accanto a Renée Zellweger, con cui già lavorò in Abbasso l'amore. Nello stesso anno recita in Sogni e delitti di Woody Allen, accanto a Colin Farrell, presentato alla Mostra del Cinema di Venezia del 2007. Dall'autunno 2007 veste i panni di Iago al Donmar Warehouse nel dramma Otello di William Shakespeare.
Di nuovo insieme a Boorman e, da metà del viaggio, alla moglie Eve Mavrakis, il 5 agosto 2007 completa un viaggio in moto dal promontorio John o' Groats in Scozia a Città del Capo in Sudafrica, percorrendo ben 24 000 chilometri, chiamato Long Way Down. Durante il viaggio gira il nuovo spot per Davidoff. McGregor e Boorman hanno in progetto un terzo viaggio in moto, Long Way Up, che prevede un giro del nord del mondo. Entrambi i viaggi hanno dato vita a programmi televisivi mandati in onda nel canale National Geographic e successivamente distribuiti in edizione DVD.
Nell'aprile 2008 è protagonista di Sex List - Omicidio a tre, accanto a Hugh Jackman e Michelle Williams, Senza apparente motivo, di nuovo con la Williams, e di Angeli e demoni di Ron Howard, al fianco di Tom Hanks; inoltre recita nella commedia drammatica intitolata Colpo di fulmine - Il mago della truffa, al fianco dell'attore canadese Jim Carrey. L'uomo che fissa le capre, diretto da Grant Heslov e presentato fuori concorso in anteprima mondiale alla 66ª edizione della mostra del Cinema di Venezia, lo vede protagonista accanto a George Clooney, Jeff Bridges e Kevin Spacey.
Nell'autunno 2009 gira Perfect Sense di David Mackenzie, che già lo diresse in Young Adam, al suo fianco Eva Green; nell'inverno 2009/2010 gira Beginners, a fianco di Christopher Plummer, la storia di un giovane uomo a cui il padre confessa di stare per morire e di essere gay, le cui riprese si svolgono a Los Angeles.
Nel maggio 2010, insieme a Harrison Ford, Billy Dee Williams e Peter Mayhew, presenzia al trentesimo anniversario dell'uscita de L'Impero colpisce ancora. Presenta al Festival del Cinema di Berlino, L'uomo nell'ombra di Roman Polansky, pellicola che ottiene un grande successo di critica e pubblico e vince il premio per la migliore regia. A fine 2010 il film di Polansky ottiene ben 6 Oscar Europei, incluso quello per il migliore attore a Ewan McGregor. Sempre nel 2010 appare in un breve cammeo in Tata Matilda e il grande botto.
Nel 2012 viene diretto da Lasse Hallström nella commedia drammatica Il pescatore di sogni, tratta dal romanzo Pesca al salmone nello Yemen di Paul Torday. Interpreta poi un uomo travolto con la famiglia dalla furia dello tsunami in The Impossible, e un agente segreto in Knockout - Resa dei conti. Nel 2013 recita ne Il cacciatore di giganti di Bryan Singer e ne I segreti di Osage County.
Nel 2014 interpreta Martland, l'agente amico/rivale di Mortdecai, nel film omonimo con Johnny Depp e Gwyneth Paltrow, diretto da David Koepp. Veste i panni di Gesù Cristo nel film di Rodrigo Garcia Gli ultimi giorni nel deserto e recita nel film Son of a Gun. Appare nel western Jane Got a Gun con Natalie Portman, e nel biopic dedicato al jazzista Miles Davis, Miles Ahead, diretto da Don Cheadle. Dopo l'abbandono di Phillip Noyce, fa il suo esordio alla regia in American Pastoral, tratto dal romanzo Pastorale americana di Philip Roth, di cui è anche interprete insieme a Jennifer Connelly e Dakota Fanning.
Nel 2016 prende parte al nuovo Live-Action targato Disney La bella e la bestia, in cui ricopre il ruolo del celebre candelabro incantato Lumière, accanto a Emma Watson in quello di Belle e Ian McKellen in quello dell'orologio incantato Tockins.
Nelle sale britanniche, il 27 gennaio 2017 esce T2 Trainspotting, il sequel del film di Danny Boyle datato 1996, in cui McGregor interpreta ancora il ruolo di Mark Renton. Nel 2018 ottiene la parte di Danny Torrance nel sequel di Shining, Doctor Sleep, diretto da Mike Flanagan, uscito nelle sale cinematografiche a fine ottobre 2019.
Nel 2020 interpreta il villain Maschera Nera nel film Birds of Prey e la fantasmagorica rinascita di Harley Quinn, diretto da Cathy Yan e distribuito nelle sale cinematografiche a febbraio dello stesso anno.
Nel 2021 interpreta lo stilista Halston in una miniserie Netflix prodotta da Ryan Murphy.
Nel 2022 riprende l'iconico ruolo di Obi-Wan Kenobi nell'omonima miniserie televisiva di Guerre stellari, che racconterà eventi incentrati sul personaggio nel lasso di tempo tra La vendetta dei Sith e Una nuova speranza.

## Vita privata
Il 22 luglio 1995 si è sposato con la scenografa francese Eve Mavrakis, conosciuta sul set della serie tv Kavanagh QC. Ha quattro figlie: due avute da quest'ultima, Clara Mathilde (1996), Esther Rose (2001), e due adottive, Jamyian (adottata in Mongolia nel 2001) e Anouk (adottata nel 2011). La coppia si è separata nel 2018 poiché lui si è legato all'attrice Mary Elizabeth Winstead (conosciuta sul set della serie Fargo) e ha divorziato nel 2020. Dalla Winstead ha avuto un figlio, Laurie, nato il 26 giugno 2021, e nell'aprile 2022 la coppia è convolata a nozze.

## Filmografia

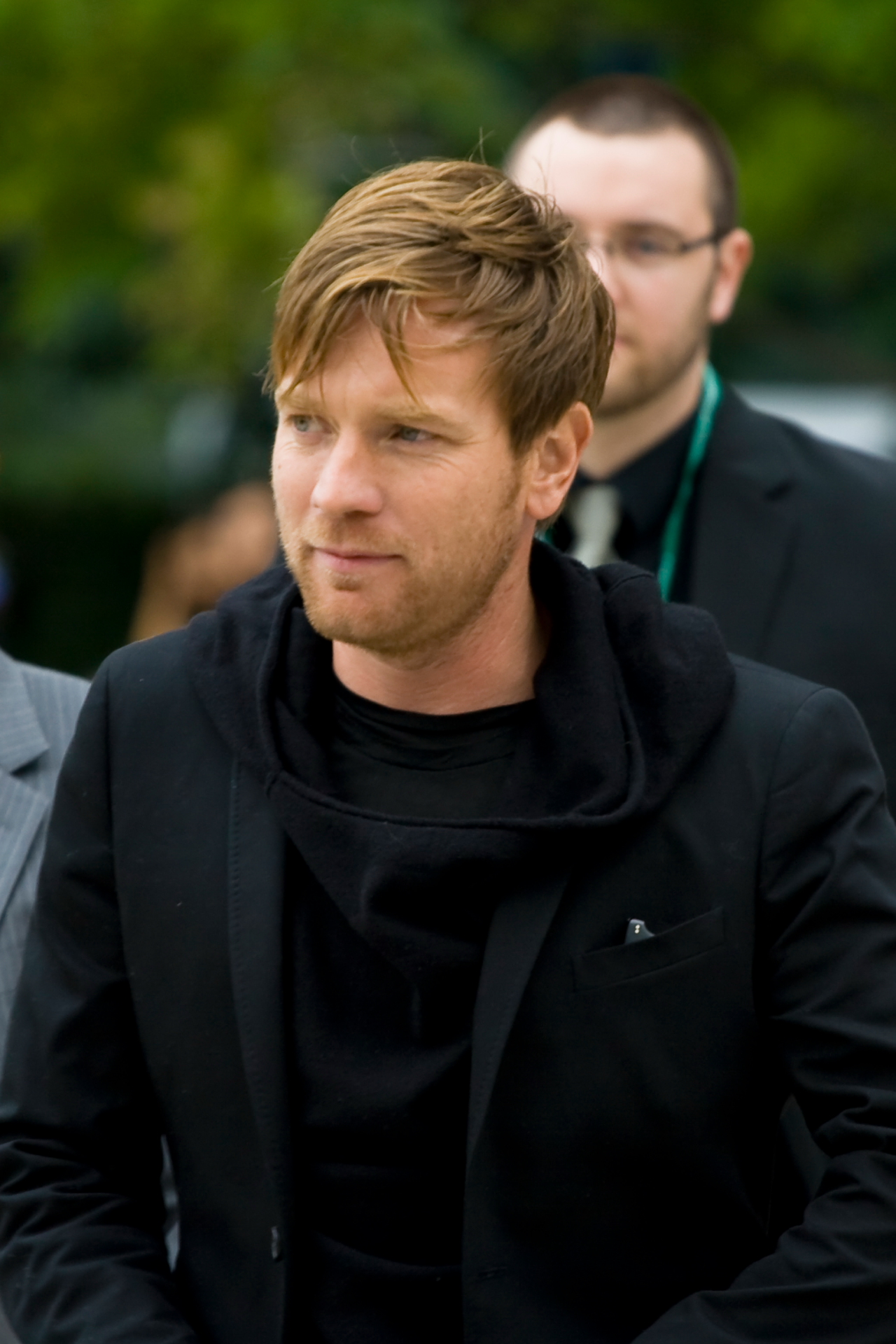
Ewan McGregor al Toronto International Film Festival per la prima di L'uomo che fissa le capre (2009)

### Attore

#### Cinema
- Le cinque vite di Hector (Being Human), regia di Bill Forsyth (1994)
- Piccoli omicidi tra amici (Shallow Grave), regia di Danny Boyle (1994)
- Blue Juice, regia di Carl Prechezer (1995)
- Trainspotting, regia di Danny Boyle (1996)
- I racconti del cuscino (The Pillow Book), regia di Peter Greenaway (1996)
- Emma, regia di Douglas McGrath (1996)
- Grazie, signora Thatcher (Brassed Off), regia di Mark Herman (1996)
- Nightwatch - Il guardiano di notte (Nightwatch), regia di Ole Bornedal (1997)
- Il bacio del serpente (The Serpent's Kiss), regia di Philippe Rousselot (1997)
- Una vita esagerata (A Life Less Ordinary), regia di Danny Boyle (1997)
- Velvet Goldmine, regia di Todd Haynes (1998)
- Little Voice - È nata una stella (Little Voice), regia di Mark Herman (1998)
- Star Wars - Episodio I - La minaccia fantasma (Star Wars: Episode I - The Phantom Menace), regia di George Lucas (1999)
- Rogue Trader, regia di James Dearden (1999)
- The Eye - Lo sguardo (Eye of the Beholder), regia di Stephan Elliott (1999)
- Nora, regia di Pat Murphy (2000)
- Moulin Rouge!, regia di Baz Luhrmann (2001)
- Black Hawk Down - Black Hawk abbattuto (Black Hawk Down), regia di Ridley Scott (2001)
- Star Wars - Episodio II - L'attacco dei cloni (Star Wars: Episode II - Attack of the Clones), regia di George Lucas (2002)
- Abbasso l'amore (Down with Love), regia di Peyton Reed (2003)
- Young Adam, regia di David Mackenzie (2003)
- Big Fish - Le storie di una vita incredibile (Big Fish), regia di Tim Burton (2003)
- Star Wars - Episodio III - La vendetta dei Sith (Star Wars: Episode III - Revenge of the Sith), regia di George Lucas (2005)
- The Island, regia di Michael Bay (2005)
- Stay - Nel labirinto della mente (Stay), regia di Marc Forster (2005)
- Alex Rider: Stormbreaker (Stormbreaker), regia di Geoffrey Sax (2006)
- Scenes of a Sexual Nature, regia di Ed Blum (2006)
- Miss Potter, regia di Chris Noonan (2006)
- Sogni e delitti (Cassandra's Dream), regia di Woody Allen (2007)
- Senza apparente motivo (Incendiary), regia di Sharon Maguire (2008)
- Sex List - Omicidio a tre (Deception), regia di Marcel Langenegger (2008)
- Colpo di fulmine - Il mago della truffa (I Love You Phillip Morris), regia di Glenn Ficarra e John Requa (2009)
- Angeli e demoni (Angels & Demons), regia di Ron Howard (2009)
- L'uomo che fissa le capre (The Men Who Stare at Goats), regia di Grant Heslov (2009)
- Amelia, regia di Mira Nair (2009)
- L'uomo nell'ombra (The Ghost Writer), regia di Roman Polański (2010)
- Tata Matilda e il grande botto (Nanny McPhee and the Big Bang), regia di Susanna White (2010)
- Beginners, regia di Mike Mills (2010)
- Perfect Sense, regia di David Mackenzie (2011)
- Il pescatore di sogni (Salmon Fishing in the Yemen), regia di Lasse Hallström (2011)
- Knockout - Resa dei conti (Haywire), regia di Steven Soderbergh (2011)
- The Impossible, regia di Juan Antonio Bayona (2012)
- Il cacciatore di giganti (Jack the Giant Slayer), regia di Bryan Singer (2013)
- I segreti di Osage County (August: Osage County), regia di John Wells (2013)
- Un milione di modi per morire nel West (A Million Ways to Die in the West), regia di Seth MacFarlane (2014) – cameo
- Son of a Gun, regia di Julius Avery (2015)
- Mortdecai, regia di David Koepp (2015)
- Miles Ahead, regia di Don Cheadle (2015)
- Gli ultimi giorni nel deserto (Last Days in the Desert), regia di Rodrigo García (2015)
- Jane Got a Gun, regia di Gavin O'Connor (2016)
- Il traditore tipo (Our Kind of Traitor), regia di Susanna White (2016)
- American Pastoral, regia di Ewan McGregor (2016)
- T2 Trainspotting, regia di Danny Boyle (2017)
- La bella e la bestia (Beauty and the Beast), regia di Bill Condon (2017)
- Zoe, regia di Drake Doremus (2018)
- Ritorno al Bosco dei 100 Acri (Christopher Robin), regia di Marc Forster (2018)
- Doctor Sleep, regia di Mike Flanagan (2019)
- Birds of Prey e la fantasmagorica rinascita di Harley Quinn (Birds of Prey and the Fantabulous Emancipation of One Harley Quinn), regia di Cathy Yan (2020)
- The Birthday Cake - Vendetta di famiglia (The Birthday Cake), regia di Jimmy Giannopoulos (2021)
- Raymond & Ray, regia di Rodrigo Garcia (2022)
- Divano di famiglia (Mother, Couch), regia di Niclas Larsson (2023)
- Bleeding Love, regia di Emma Westenberg (2023)

#### Televisione
- Lipstick on Your Collar – miniserie TV, 6 puntate (1993)
- Scarlet and Black – miniserie TV (1993)
- Kavanagh QC – serie TV, episodio 1x01 (1995)
- Karaoke – miniserie TV, puntata 1x01 (1996)
- I racconti della cripta (Tales from the Crypt) – serie TV, episodio 7x06 (1996)
- E.R. - Medici in prima linea (ER) – serie TV, episodio 3x15 (1997)
- The Polar Bears of Churcill with Ewan McGregor, regia di Polly Steele – miniserie TV documentario (2001)
- Long Way Round – miniserie TV documentario (2004)
- Long Way Down – miniserie TV documentario (2007)
- The Battle of Britain, regia di Ashley Gething – documentario (2010)
- Ewan McGregor: Cold Chain Mission – miniserie TV documentario (2012)
- Bomber Boys, regia di Harvey Lilley – documentario (2012)
- Fargo – serie TV, 10 episodi (2017)[7]
- Halston, regia di Daniel Minahan – miniserie TV, 5 puntate (2021)
- Obi-Wan Kenobi, regia di Deborah Chow – miniserie TV, 6 puntate (2022)
- Un gentiluomo a Mosca (A Gentleman In Moscow), regia di Sam Miller e Sarah O'Gorman – miniserie TV, 8 puntate (2024)

#### Cortometraggi
- Desserts, regia di Jeff Stark (1999)
- Solid Geometry, regia di Denis Lawson (2002)
- Czerwony Punkt, regia di Patryk Vega (2017)

### Doppiatore
- Faster, regia di Mark Neale – documentario (2003)
- Robots, regia di Chris Wedge e Carlos Saldanha (2005)
- Valiant - Piccioni da combattimento (Valiant), regia di Gary Chapman (2005)
- Jackboots on Whitehall, regia di Edward McHenry e Rory McHenry (2010)
- Fastest - Il più veloce (Fastest), regia di Mark Neale – documentario (2011) – voce narrante
- Hebrides: Islands on the Edge – miniserie TV documentario (2013) – voce narrante
- Star Wars - Il risveglio della Forza, regia di J. J. Abrams (2015) - non accreditato
- Star Wars - L'ascesa di Skywalker, regia di J. J. Abrams (2019)
- Pinocchio, regia di Guillermo del Toro e Mark Gustafson (2022)

### Regista
- American Pastoral (2016)

### Sceneggiatore
- Long Way Round – miniserie TV documentario (2004)
- Long Way Down – miniserie TV documentario (2007)

### Produttore
- Nora, regia di Pat Murphy (2000)
- Long Way Round – miniserie TV documentario (2004)
- Long Way Down – miniserie TV documentario (2007)

## Teatro
- What the butler saw (1992) – Nicholas Beckett
- Little Malcolm and his struggle against the Eunuchs (1999) – Malcolm Scrawdyke
- Guys And Dolls (2005) – Sky Masterson
- Othello (2007) – Iago
- The Real Thing (2014) – Henry
- My master builder (2025) - Henry Solness

## Discografia

### Audiolibri
- Favourite Beatrix Potter Tales (con Renée Zellweger, Emily Watson e Lloyd Owen)

### Singoli
- 1996 – Choose Life (con PF Project)
- 2001 – Come What May – (con Nicole Kidman)
- 2001 – Your Song
- 2003 – Here's to Love (con Renée Zellweger)

### Partecipazioni
- 2001 – AA.VV. Moulin Rouge

## Riconoscimenti
- Empire Award

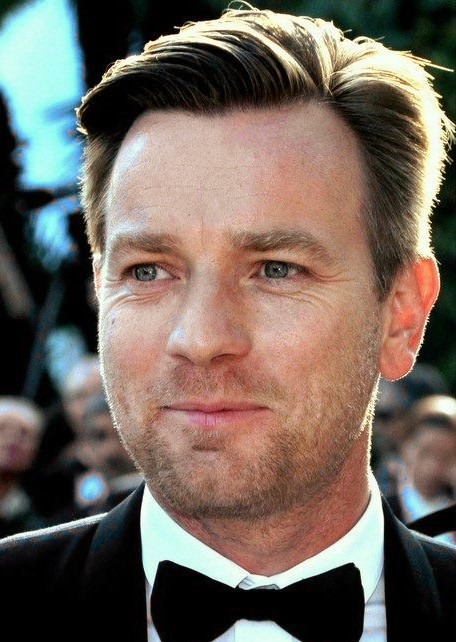
Ewan McGregor al Festival di Cannes 2012

  - 1996 – Miglior attore britannico per Piccoli omicidi tra amici
  - 1997 – Miglior attore britannico per Trainspotting
  - 1998 – Miglior attore britannico per Una vita esagerata
  - 2002 – Miglior attore britannico per Moulin Rouge!
  - 2004 – Candidatura per il miglior attore britannico per Young Adam
  - 2008 – Icon Award;
- BAFTA Scotland Award
  - 1997 – Migliore attore per Trainspotting
  - 2004 – Migliore attore in un film scozzese per Young Adam
  - 2017 – Candidatura per il migliore attore per T2 Trainspotting
- Golden Globe
  - 2002 – Candidatura per il miglior attore in un film commedia o musicale per Moulin Rouge!
  - 2011 – Candidatura per il miglior attore in un film commedia o musicale Il pescatore di sogni
  - 2018 – Miglior attore in una mini-serie o film per la televisione per Fargo
  - 2022 – Candidatura per il miglior attore in una mini-serie o film per la televisione per Halston
- Premio Emmy
  - 1997 – Candidatura per il migliore attore ospite in una serie drammatica per E.R. - Medici in prima linea
  - 2017 – Candidatura per il miglior narratore per Highlands: Scotland's Wild Heart
  - 2017 – Candidatura per il miglior attore in una miniserie o film per la televisione per Fargo
  - 2021 – Miglior attore in una miniserie o film per la televisione per Halston
- Screen Actors Guild Award
  - 1999 – Candidatura per il miglior cast per Little voice - è nata una stella
  - 2002 – Candidatura per il miglior cast per Moulin Rouge!
  - 2014 – Candidatura per il miglior cast per I segreti di Osage County
  - 2022 – Candidatura per il miglior attore in una mini-serie o film televisivo per Halston
- Satellite Award
  - 2001 – Miglior attore in un film commedia o musicale per Moulin Rouge!
- Saturn Award
  - 2000 – Candidatura per il miglior attore non protagonista per Star Wars: Episodio I - La minaccia fantasma
  - 2021 – Candidatura per il miglior attore per Doctor Sleep
- MTV Movie Awards
  - 1997 – Candidatura per la miglior performance rivelazione per Trainspotting
  - 1998 – Candidatura per la miglior sequenza di ballo per Una vita esagerata
  - 2000 – Candidatura per il miglior combattimento per Star Wars: Episodio I – La minaccia fantasma
  - 2002 – Miglior sequenza musicale per Moulin Rouge!
  - 2002 – Candidatura per il miglior bacio (con Nicole Kidman) per Moulin Rouge!
  - 2006 – Candidatura per il miglior combattimento per Star Wars: Episodio III - La vendetta dei Sith
  - 2006 – Candidatura per il miglior eroe per Star Wars: Episodio III – La vendetta dei Sith
  - 2021 – Candidatura al miglior cattivo per Birds of Prey e la fantasmagorica rinascita di Harley Quinn
- Teen Choice Awards
  - 2005 – Candidatura per il miglior combattimento per Star Wars: Episodio III – La vendetta dei Sith
- AACTA Awards
  - 2001 – Candidatura per il migliore attore protagonista per Moulin Rouge!
- Blockbuster Entertainment Awards
  - 2000 – Candidatura per il miglior attore in un film d'azione/fantascienza per Star Wars: Episodio I – La minaccia fantasma
- British Independent Film Awards
  - 2002 – Variety Award
  - 2003 – Candidatura per il miglior attore per Young Adam
- European Film Awards
  - 2001 – Contributo europeo al cinema mondiale per Moulin Rouge!
  - 2010 – Miglior attore per L'uomo nell'ombra
- Hollywood Film Festival
  - 2001 – Migliore attore protagonista per Moulin Rouge!
- IF Awards
  - 2001 – Candidatura per il migliore attore protagonista per Moulin Rouge!
- Irish Film and Television Awards
  - 2000 – Candidatura per il migliore attore per Nora
- Film Critics Circle of Australia Award
  - 2002 – Candidatura per il migliore attore protagonista per Moulin Rouge!
- London Critics Circle Film Awards
  - 1997 – Attore britannico dell'anno per Trainspotting, Grazie, signora Thatcher,  Emma e I racconti del cuscino
  - 2002 – Attore britannico dell'anno per Moulin Rouge!
  - 2004 – Candidatura per l'attore britannico dell'anno per Young Adam
- Phoenix Film Critics Society Awards
  - 2002 – Candidatura per il miglior cast per Black Hawk Down - Black Hawk abbattuto

## Doppiatori italiani
Nelle versioni in italiano delle opere in cui ha recitato, Ewan McGregor è stato doppiato da:
- Francesco Bulckaen ne Il bacio del serpente, Star Wars - Episodio I - La minaccia fantasma, Nora, Star Wars - Episodio II - L'attacco dei cloni, Star Wars - Episodio III - La vendetta dei Sith, Stay - Nel labirinto della mente, Senza apparente motivo, Sex List - Omicidio a tre, Colpo di fulmine - Il mago della truffa, Angeli e demoni, L'uomo che fissa le capre, Beginners, Knockout - Resa dei conti, Il pescatore di sogni, Fargo, Mortdecai, Miles Ahead, Gli ultimi giorni nel deserto, Jane Got a Gun, Il traditore tipo, American Pastoral, Doctor Sleep, The Birthday Cake - Vendetta di famiglia, Halston, Raymond e Ray, Obi-Wan Kenobi, Un gentiluomo a Mosca
- Massimiliano Manfredi in Nightwatch - Il guardiano di notte, The Eye - Lo sguardo, Moulin Rouge!, Alex Rider: Stormbreaker, Miss Potter, L'uomo nell'ombra, Tata Matilda e il grande botto, Perfect Sense, Il cacciatore di giganti, Ritorno al Bosco dei 100 Acri
- Christian Iansante in Trainspotting, Grazie, signora Thatcher, Young Adam, Amelia, T2 Trainspotting, Birds of Prey e la fantasmagorica rinascita di Harley Quinn
- Riccardo Rossi in Black Hawk Down - Black Hawk abbattuto, Big Fish - Le storie di una vita incredibile, Sogni e delitti, The Impossible, I segreti di Osage County
- Fabrizio Manfredi in Piccoli omicidi tra amici, Emma, Una vita esagerata, Little Voice - È nata una stella
- Riccardo Niseem Onorato in Rogue Trader, Abbasso l'amore
- Massimiliano Alto in E.R. - Medici in prima linea
- Massimo Rossi ne I racconti del cuscino
- Alessandro Quarta in Velvet Goldmine
- Giorgio Borghetti in The Island
- Francesco Rizzi in Son of a Gun
- Frédéric Lachkar ne La bella e la bestia
- Andrea Lavagnino in Divano di famiglia

Da doppiatore è sostituito da:
- Massimiliano Manfredi in Valiant - Piccioni da combattimento, Pinocchio di Guillermo del Toro
- Francesco Bulckaen in Star Wars: Il risveglio della Forza, Star Wars: L'ascesa di Skywalker
- Francesco Facchinetti in Robots
- Stefano Benassi in Fastest - Il più veloce